# Leontyna
Leontyna (prononciation : [lɛɔnˈtɨna]) est un village polonais de la gmina de Jakubów dans le powiat de Mińsk de la voïvodie de Mazovie dans le centre-est de la Pologne.
Il se situe à environ 5 kilomètres à l'ouest de Jakubów (siège de la gmina), 6 kilomètres au nord-est de Mińsk Mazowiecki (siège du powiat) et à 42 kilomètres à l'est de Varsovie (capitale de la Pologne).

## Histoire
De 1975 à 1998, le village appartenait administrativement à la voïvodie de Siedlce.